# Rassower Strom

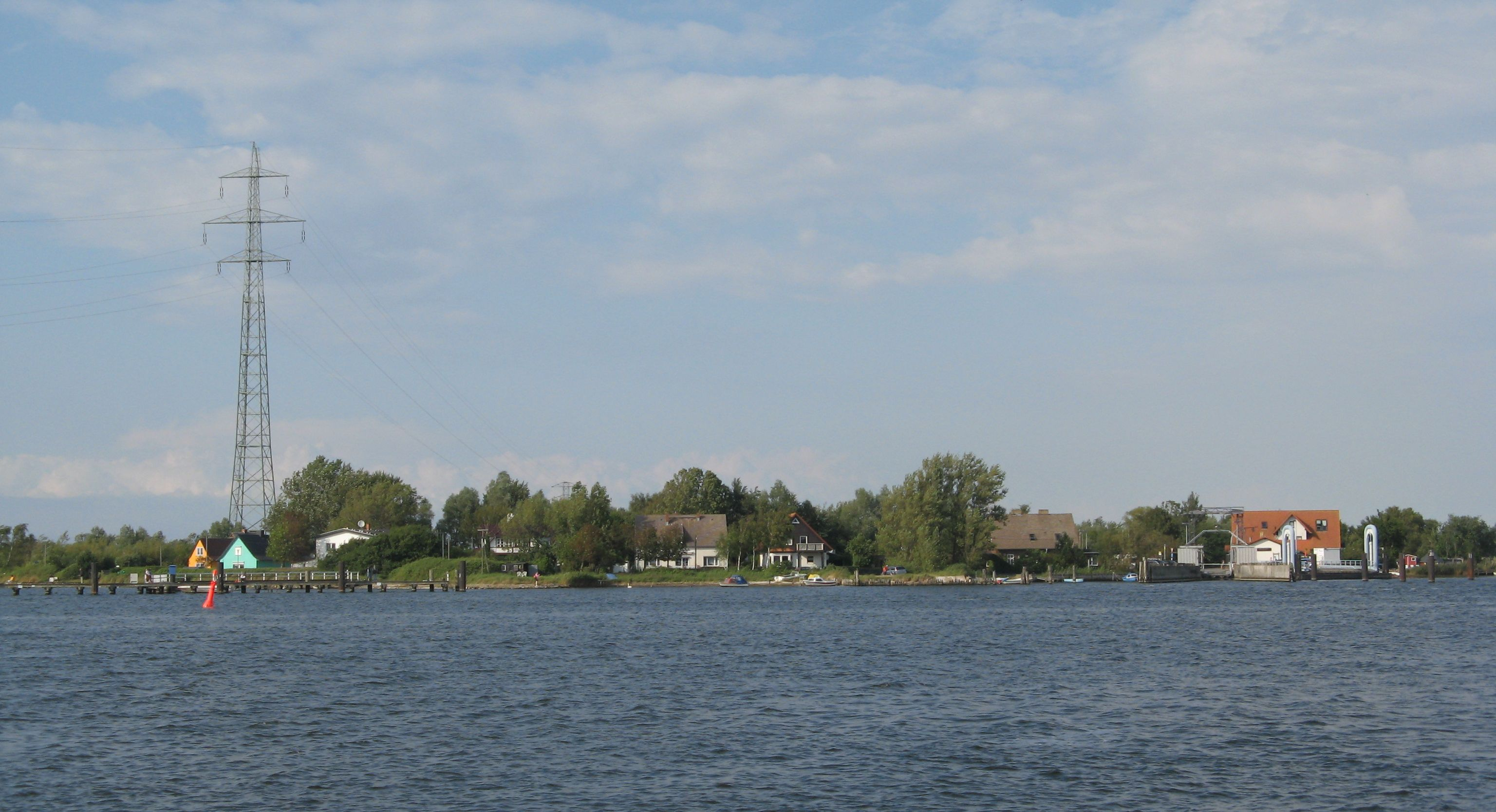
Blick über den Rassower Strom zum Wieker Ortsteil Wittower Fähre

Der Rassower Strom ist die engste Stelle zwischen dem Kernland der Insel Rügen (Muttland) im Süden und der Halbinsel Wittow im Norden. In ihm stoßen der im Westen liegende Wieker Bodden und der im Osten liegende Breetzer Bodden – beides Teile der  Rügenschen Innenboddenkette – aneinander.
An der engsten Stelle ist er nur 350 Meter breit. Dort führt die Landesstraße L 30 auf der Wittower Fähre über den Strom. Der nördliche Fähranleger liegt im Wieker Ortsteil Wittower Fähre, der südliche zwischen den Ortsteilen Vaschvitz und Fischersiedlung der Gemeinde Trent.
In strengen Wintern, wenn die Wasserflächen der Bodden zufrieren, bleibt der Rassower Strom durch die Strömung von und zu den östlichen Bodden (zusammengefasst als Großer und Kleiner Jasmunder Bodden) der Boddenkette meist eisfrei und bietet dann vielen Wasservögeln Zuflucht.
Koordinaten: 54° 33′ 28,2″ N, 13° 14′ 49,9″ O